# Vlagyimir Oszipovics Bogomolov
Vlagyimir Oszipovics Bogomolov (oroszul: Влади́мир О́сипович Богомо́лов; eredeti neve Vojtyinszkij (Войтинский); Kirillovka, 1924. július 3. – Moszkva, 2003. december 30.) szovjet katona, író.

## Élete
Bogomolov még tankötelezett volt, amikor a Szovjetunió belépett a második világháborúba. 1941-ben közlegényként csatlakozott a Vörös Hadsereghez, ahol a háború lezárásakor már egy egységet irányított. A háborúban megsebesült, valamint több kitüntetést kapott katonai szolgálataiért. A háború után egészen 1950-ig folytatta katonai szolgálatait a katonai hírszerzésnél Kelet-Németországban. 1950 és 1951 között 13 hónapot töltött börtönben hivatalos vád nélkül, majd 1952-ben leszerelt. Az egyik leghíresebb novelláját, az Ivánt (oroszul: Иван, 1957) 1962-ben Andrej Arszenyjevics Tarkovszkij rendezésében Iván gyermekkora címen megfilmesítették.
Leghíresebb regényét 1973-ban publikálta Negyvennégy augusztusában címen, ami a szovjet SZMERS tagjainak történetét meséli el, akik a német katonai hírszerzés ügynökei ellen küzdöttek.
Manapság több történész és újságíró megkérdőjelezi Bogomolov katonai szolgálatának hitelességét, és azt feltételezik, hogy a katonai életrajza csak egy hoax.

## Magyarul
- Titkos küldetés, ford. Nikodémusz Elli, Móra, Bp., 1960
- Iván gyermekkora; Elbeszélések és kisregények, ford. Elbert János, Nikodémusz Elli, S. Nyirő József; Európa, Bp., 1974, (Európa zsebkönyvek)
- Negyvennégy augusztusában – Az igazság pillanata; ford. Fazekas István, Európa, Bp., 1976 ISBN 9630706539

## Fordítás
- Ez a szócikk részben vagy egészben  a   Vladimir Bogomolov (writer) című angol Wikipédia-szócikk ezen változatának fordításán alapul.  Az eredeti cikk szerkesztőit annak laptörténete sorolja fel. Ez a jelzés csupán a megfogalmazás eredetét és a szerzői jogokat jelzi, nem szolgál a cikkben szereplő információk forrásmegjelöléseként.

## Külső hivatkozások
- Vlagyimir Bogomolov életrajza (angolul)
- Vlagyimir Bogomolov életrajza (oroszul)